# Schriftvergleichung

Fluoreszenzuntersuchungen: links Pausspuren, rechts Auswanderung von Bestandteilen des Schreibmittels, jeweils mit Beleuchtungsspektralbereich und Sensorwellenlänge in nm

Schriftvergleichung ist eine Disziplin der Kriminalistik und der Kriminaltechnik zuzuordnen. Sie dient der Urheberidentifizierung einer in Frage stehenden Handschrift. Durch Schriftvergleichung können z. B. Unterschriftsfälschungen oder Testamentsfälschungen nachgewiesen werden. Auch die Urheberidentifizierung von Anonymschreiben gehört in das Fachgebiet der Schriftvergleichung.

## Begriff und Synonyme
Der Begriff „Schriftvergleichung“ wird meist als synonymer Begriff für die „forensische Handschriftenvergleichung“ verwendet. Da im Fachgebiet der „Schriftvergleichung“ Handschriften nicht nur verglichen werden, hat sich auch der Begriff der „forensischen Handschriftenuntersuchung“ eingebürgert. Auch die „Schriftexpertise“ ist ein synonymer Begriff, der die Untersuchung von Handschriften durch Schriftsachverständige meint. Im Gerichtsjargon ist meist von einem „Schriftsachverständigengutachten“ oder einem „forensischen Schriftgutachten“ die Rede. Ähnliche Begriffe sind auch „Schriftuntersuchung“, „Handschriftenuntersuchung“, „Schriftanalyse“, „Handschriftenanalyse“, wobei es hier Überschneidungen zu anderen Bereichen gibt.

## Methode der forensischen Handschriftenuntersuchung
Die forensische Handschriftenuntersuchung prüft die Echtheit handschriftlicher Dokumente. Eine schriftvergleichende Untersuchung wird dann in Auftrag gegeben, wenn die Echtheit einer Unterschrift oder eines Testamentes angezweifelt wird. Auftraggeber sind Richter, Anwälte, Staatsanwälte oder auch Firmen sowie private Personen.
Durch Schriftvergleichung wird außerdem geprüft, ob etwa ein Anonymschreiben mit einem beleidigenden Inhalt oder ein Erpresserbrief von einem Beschuldigten oder einem Angeklagten stammt. Ein forensisches Schriftgutachten dient in dem Fall dem Nachweis einer Straftat.
Vor einer schriftvergleichenden Untersuchung muss das Untersuchungsmaterial beschafft werden. Bei dem Untersuchungsmaterial wird unterschieden zwischen den fraglichen Schriften, die im Allgemeinen X genannt werden, und den Vergleichsschriften, die meist mit V bezeichnet werden. Die zu prüfenden Schriften X müssen für eine Schriftvergleichung in der Regel im Original vorliegen. Außerdem ist umfangreiches Vergleichsmaterial V erforderlich. Auch die meisten Vergleichsschriftproben V sollten für die Untersuchung im Original vorliegen. Zusätzlich kann das Vergleichsmaterial V auch einige Fotokopien oder Durchschriften beinhalten. Die Auftraggeber erhalten die Originalschriften X und V später wieder unbeschädigt zurück. Es gibt Listen mit Fundstellen von Untersuchungsmaterial.
Die forensische Handschriftenuntersuchung hat eine spezifische Methode, die im Aufbau eines Gutachtens sichtbar wird. Gutachten von Schriftsachverständigen sollten methodisch so aufgebaut sein, dass die Aspekte „Auftrag“, „Methode der Untersuchung“, „das Untersuchungsmaterial“, „Materialkritik“, „Befunde der physikalisch-technischen Untersuchung“, „Befunde der schriftvergleichenden Untersuchung“, „Befundbewertung“ sowie „Ergebnis der Untersuchung“ behandelt werden.
Im schriftlichen Gutachten für ein Gericht ist es sinnvoll, den Beweisbeschluss in die Formulierung des Auftrages aufzunehmen: Beispiel: „Es soll Beweis erhoben werden über die Behauptung des Klägers, der Beklagte habe den streitgegenständlichen Vertrag unterschrieben. Es soll untersucht werden, ob die in Frage stehende Unterschrift X von dem Namenseigner stammt oder eine Fälschung ist.“
Bei der Begutachtung können Anknüpfungstatsachen wichtig sein. Anknüpfungstatsachen sind Aussagen der Beteiligten, unter welchen Umständen eine fragliche Schreibleistung X entstanden sein soll. Wichtig sind vor allem Erkrankungen eines Erblassers bei Testamenten oder besondere Entstehungsbedingungen wie z. B. Alkoholeinfluss.
Eine eindeutige Beschreibung und Kennzeichnung des Untersuchungsmaterials ist notwendig. In einem Gutachten wird das Schriftmaterial aufgelistet, damit das der Untersuchung zugrunde liegende Material eindeutig identifiziert werden kann. Dabei werden die Entstehungszeit und die Frage berücksichtigt, ob ein Dokument im Original vorliegt. Es ist sinnvoll, von allen Schriften X und V Fotokopien als Anlagen zu einem Gutachten anzufertigen. Dadurch gewinnen der Sachverständige ebenso wie die Empfänger des Gutachtens eine vollständige Übersicht über das untersuchte Material. Außerdem ist auch bei einem Gerichtstermin das entsprechende Dokument schnell zur Hand.
Sachverständigengutachten müssen für den Laien nachvollziehbar und für den Fachmann nachprüfbar sein. Daher muss ein Gutachten auch Fotos bzw. Abbildungen mit den beweisrelevanten Befunden in entsprechender Vergrößerung beinhalten.
Nach der Auflistung des Untersuchungsmaterials wird eine Materialkritik durchgeführt. In der Materialkritik wird geprüft, wie geeignet das vorliegende Untersuchungsmaterial für die Durchführung der Untersuchung ist. Dabei wird eine Reihe von Aspekten behandelt: Liegen die zu prüfende Schrift X sowie genügend Vergleichsschriften V im Original vor? Ist der Umfang der Vergleichsschriften V ausreichend? Gibt es begründete Zweifel an der Authentizität einiger Vergleichsschriften V? Sind die Handschriften X und V in befriedigender zeitlicher Nähe entstanden? Sind die Schriften X und V in materialtechnischer Hinsicht vergleichbar? Wenn das Untersuchungsmaterial Mängel aufweist, so kann sich das auf das Ergebnis einer Untersuchung auswirken.

### Physikalisch-technische Untersuchung
In der forensischen Handschriftenuntersuchung wird zunächst eine zerstörungsfreie physikalisch-technische Untersuchung durchgeführt. Hierbei wird geprüft, ob sich irgendwelche Spuren feststellen lassen, die auf eine Fälschung oder eine Verfälschung des zu prüfenden Dokumentes X hinweisen.
Die physikalisch-technische Untersuchung beginnt mit einer Inspektion mit bloßem Auge und noch ohne besondere Hilfsmittel. Hier wird auf eventuelle Auffälligkeiten des Schriftträgers, des Schreibgerätes und des Schreibmittels geachtet. Es kann z. B. Strichkreuzungen zwischen einer handschriftlichen Unterschrift und einem darüber befindlichen maschinenschriftlichen Text geben, die für eine relative Altersbestimmung genutzt werden können.
In der physikalisch-technischen Untersuchung werden dann spezifische Geräte eingesetzt:
- Durch Untersuchungen im Stereomikroskop bei Auflicht, Durchlicht und Streiflicht mit unterschiedlichen Filtern und unterschiedlichen Vergrößerungen werden Pausspuren sowie Feinheiten in den Schriftmerkmalen beobachtbar.

- Durch Reflexionsuntersuchungen und Lumineszenzuntersuchungen mit Licht unterschiedlicher Wellenlänge, bei Ultraviolettstrahlung und Infrarotstrahlung können Schreibmittelunterschiede festgestellt werden, durch die sich Verfälschungen von Urkunden nachweisen lassen.

- Die Methode der elektrostatischen Oberflächenprüfung dient dazu, mit bloßem Auge nicht erkennbare Durchschreibspuren sichtbar zu machen, die sich von einem darüber liegenden Blatt auf den Schriftträger mit der Handschrift X durchgedrückt haben könnten.

Der Sachverständige für Handschriftenvergleichung wendet physikalisch-technische Untersuchungsverfahren in erster Linie an, um Pausfälschungen oder Verfälschungen von Urkunden nachzuweisen und um den Kontext zu eruieren, in dem eine fragliche Schreibleistung X entstanden ist. Schließlich werden durch physikalisch-technische Verfahren auch Beobachtungen von Feinheiten möglich, die in der nachfolgenden schriftvergleichenden Befunderhebung berücksichtigt werden.

### Schriftvergleichende Befunderhebung
In der schriftvergleichenden Befunderhebung wird eine fragliche Schrift X mit einer Reihe von Vergleichsschriften V eines Schreibers verglichen. Dazu werden Schriftmerkmale erhoben und beobachtbare Befunde registriert.
Es ist sinnvoll, bei der schriftvergleichenden Befunderhebung die grafischen Grunddimensionen der Strichbeschaffenheit, der Druckgebung, des Bewegungsflusses, der Bewegungsführung und Formgebung, der Bewegungsrichtung, der vertikalen und horizontalen Ausdehnung, der vertikalen und horizontalen Flächengliederung und die Grunddimension der sonstigen Merkmalen zu behandeln.
Diese Grunddimensionen beinhalten allgemeine und besondere Merkmale. Die Messung dieser Schriftmerkmale erfolgt auf unterschiedlichem Skalenniveau. Für die Beurteilung der allgemeinen Merkmale gibt es Rangskalen. Die besonderen Schriftmerkmale werden durch hinweisende Definitionen bestimmt, für die oft eine Nominalskala das angemessene Skalenniveau ist.
Bei der schriftvergleichenden Befunderhebung werden die Schriften X und V vollständig und systematisch in allen grafischen Grunddimensionen untersucht. Die Schriftvergleichung darf nicht nur einzelne Übereinstimmungen oder Unterschiede berücksichtigen, da Schreiben ein komplexes Verhaltensmuster und eine korrekte Befundbewertung daher nur auf der Grundlage einer vollständigen Befunderhebung möglich ist.
Die schriftvergleichende Untersuchung beginnt mit der Erhebung der grafischen Befunde der fraglichen Handschrift X. Dann wird gefragt, ob diese Merkmale der Handschrift X innerhalb oder außerhalb der Variationsbreite der Vergleichsschriften V liegen. Liegt ein Merkmal der Handschrift X innerhalb der Variationsbreite der Vergleichsschriften V, so ist das eine Übereinstimmung. Lässt sich für ein Merkmal von X dagegen keine Entsprechung in V finden, so ist das eine Divergenz.
Auch Laien vergleichen manchmal einzelne Schriftstücke und stellen dabei Ähnlichkeiten oder Unterschiede fest. Daher ist das Grundprinzip der Schriftvergleichung auch für Laien im Allgemeinen gut verständlich.
Die wissenschaftliche Schriftvergleichung unterscheidet sich von einem laienhaften Schriftvergleich durch die Kenntnis und die Messung von Schriftmerkmalen sowie durch die systematische Methode, die nach der Befunderhebung eine Befundbewertung vorsieht.

### Befundbewertung
Nach der Befunderhebung folgt eine Befundbewertung. Bei der Befundbewertung wird gefragt, auf welche Weise eine fragliche Schreibleistung X entstanden sein kann. Dazu werden Hypothesen gebildet. Hypothesen sind Möglichkeiten, auf welche Weise die Handschrift X entstanden sein könnte.
Hypothesen sind Werkzeuge der Befundbewertung. Die formulierten Hypothesen müssen alle Möglichkeiten der Entstehung der Schreibleistung X umfassen. Die Befunde werden unter den alternativen Hypothesen bewertet.
Die Befundbewertung erfolgt durch ein definiertes Set von Bewertungsregeln. Sie berücksichtigt Anknüpfungstatsachen, Vorbedingungen und Erfahrungsregeln. Die Befundbewertung basiert auf der schriftvergleichenden Befunderhebung sowie auf den Ergebnissen der physikalisch-technischen Untersuchung. Bei der Bewertung der Befunde wird die Wahrscheinlichkeit ihres Auftretens und ihre Erklärbarkeit unter den verschiedenen Hypothesen der Fragestellung und der Entstehungsbedingungen geprüft.
Bei der Befundbewertung spielt neben anderen Argumenten auch das Kriterium der Komplexität der zu untersuchenden Schreibleistungen bzw. die Herstellungsschwierigkeit einer zu prüfenden Schreibleistung X eine Rolle. Bei einer geringen Herstellungsschwierigkeit einer Schreibleistung X kann eine Untersuchung selbst dann nicht zu einem Ergebnis mit höchstem Wahrscheinlichkeitsgrad gelangen, wenn alle Merkmale der verglichenen Schriften X und V übereinstimmen.

### Ergebnis der Untersuchung
Das Ergebnis einer schriftvergleichenden Untersuchung wird als Wahrscheinlichkeitsaussage formuliert. Ein numerischer Wahrscheinlichkeitsgrad wird durch einen Hypothesenvergleich gewonnen. Er beinhaltet die Schlussfolgerungen aller Hypothesen und wägt die Wahrscheinlichkeit aller Hypothesen gegeneinander ab. Ein numerischer Wahrscheinlichkeitsgrad soll die Gewichtung der alternativen Hypothesen veranschaulichen, indem das Verhältnis der Hypothesen auf 100 % bezogen wird.

## Erfahrungswissenschaftliche Grundlagen
Die Arbeit eines Schriftsachverständigen ist immer mit großer Verantwortung verbunden. Es geht oft um existentielle Fragen. In Zivilverfahren kann es um viel Geld gehen; es kann sein, dass eine Zwangsvollstreckung eingeleitet oder ausgesetzt wird. Bei einer Unterschriftsfälschung oder einer Testamentsfälschung ist – anschließend an ein Zivilverfahren – mit einem Strafverfahren zu rechnen. Zeugen können wegen eidlicher oder uneidlicher Falschaussage verurteilt werden, wenn sie z. B. gesehen haben wollen, dass jemand eine Unterschrift geleistet hat, die sich dann als Fälschung herausstellt. Forensische Schriftgutachten sind öffentlich. In Zivilverfahren haben die beteiligten Parteien Gelegenheit, sich zu einem Gutachten zu äußern. Da ein Gutachten meist für eine Partei vorteilhaft und für die andere Partei unvorteilhaft ist, wird jedes Gutachten kritisch betrachtet. Es kann eine mündliche Anhörung des Sachverständigen beantragt werden. Schließlich haftet der Sachverständige für sein Gutachten. Aufgrund der hohen Verantwortung ist es unumgänglich, dass forensische Schriftgutachten auf beobachtbaren Befunden und erfahrungswissenschaftlichen Methoden beruhen.
In kriminalistischer Hinsicht ist ein handschriftliches Dokument zunächst einmal eine Spur, die mit kriminaltechnischen Verfahren untersucht wird. Ebenso wie bei anderen Spurenarten – z. B. Fingerabdrücke, Speichel, Blutspuren – stellen sich in der forensischen Praxis auch für Handschriften zunächst einmal die Aufgaben der Spurensuche und Spurensicherung. Pfefferli gibt Hinweise für die Sicherstellung von Schriftstücken, für Hausdurchsuchungen, für die Erhebung von Ad-hoc-Schriftproben; das sind Maßnahmen, die bei den Straftatbeständen des Betruges und der Urkundenfälschung oder bei Erpresser- und Anonymschreiben wichtig sein können.
Die Verfahren der physikalisch-technischen Untersuchung von Handschriften haben empirische Grundlagen.
Neben physikalisch-technischen Verfahren sind auch psychologische Methoden in der Schriftvergleichung relevant. In der forensischen Handschriftenuntersuchung gibt es zwar keine Deutungen von Schriftmerkmalen. Es werden vielmehr nur beobachtbare Übereinstimmungen oder Unterschiede in den Schriftmerkmalen registriert.
In der forensischen Handschriftenuntersuchung ist nach der Befunderhebung aber eine Befundbewertung erforderlich. Diese sollte nach möglichst exakten wissenschaftlichen Methoden erfolgen. Dazu ist eine erfahrungswissenschaftliche Schriftpsychologie notwendig.

## Berufsbild von Schriftsachverständigen
Schriftsachverständige erstellen forensische Schriftgutachten. Ein Sachverständigengutachten ist ein Beweismittel vor Gericht.
Schriftsachverständige sind dem Berufsbild der Sachverständigen zugeordnet. Sachverständige werden insbesondere in Gerichtsverfahren benötigt, um Sachverhalte klären zu können. Sachverständige gibt es für die unterschiedlichsten Fachgebiete – man denke z. B. an Kfz-Sachverständige und Bausachverständige, an Sachverständige für Betriebswirtschaft oder EDV, an Bewertungssachverständige für Grundstücke oder Kunst, Antiquitäten, Juwelen.
Es gibt ein Sachverständigenrecht, über das Bayerlein eine Übersicht gibt. Über aktuelle Entwicklungen in der Rechtsprechung informiert insbesondere die vom BVS (Bundesverband öffentlich bestellter und vereidigter sowie qualifizierter Sachverständiger e. V.) herausgegebene Zeitschrift „Der Sachverständige – Fachzeitschrift für Sachverständige, Kammern, Gerichte und Behörden“. Es gibt Sachverständigenpflichten und Sachverständige haften für ihre Arbeit.
Für Zivilverfahren ist die Schriftvergleichung in §§ 441, 442 ZPO geregelt. Für ein forensisches Schriftgutachten muss geeignetes Schriftmaterial von den beteiligten Parteien vorgelegt werden. Über das Ergebnis einer Schriftvergleichung entscheidet das Gericht in freier Beweiswürdigung (Bayerlein §15, 117, 118).
In Strafverfahren gehört die Schriftvergleichung nach §93 StPO zu den Untersuchungen an Personen, weil hier personengebundene Ausdrucksmittel untersucht werden. Schriftproben können nach §94 StPO beschlagnahmt werden (Bayerlein §15, 158).
Schriftsachverständige sind einerseits bei Behörden tätig – wie den Landeskriminalämtern, dem Bundeskriminalamt, dem Zollkriminalinstitut. Andererseits gibt es freiberufliche Schriftsachverständige, die überwiegend als öffentlich bestellte und vereidigte Sachverständige tätig sind.

## Ausbildung für Schriftsachverständige
Neben der Ausbildung bei dem Bundeskriminalamt, an der ausschließlich Behördensachverständige teilnehmen können, gibt es im Hochschulbereich das Institut für Schrift- und Urkundenuntersuchung, das der Universität Mannheim angegliedert ist und hauptsächlich (aber nicht nur) Psychologiestudenten zu Schriftsachverständigen ausbildet.

## Geschichte
In der deutschen Geschichte der wissenschaftlichen Schriftvergleichung muss als erstes auf Heinrich Pfanne (1923–1990) hingewiesen werden. Er hat 1954 wesentliche Grundlagen der Schriftexpertise erarbeitet; er hat z. B. mit den Aufbaueigenschaften neue Schriftmerkmale definiert. Außerdem hat Pfanne 1971 umfangreiche empirische Untersuchungen zur Handschriftenverstellung durchgeführt.
In seinem 1982 erschienenen Buch gibt der Mannheimer Professor Lothar Michel (1929–1996) eine Einführung in Grundlagen, Methoden und Praxis der gerichtlichen Schriftvergleichung. Es setzt sich dabei mit den Arbeiten von Pfanne auseinander. Zugleich entwickelt er mit den graphischen Grundkomponenten eine neue Methode der schriftvergleichenden Befunderhebung, die auf empirischen schriftpsychologischen und graphometrischen Untersuchungen basiert. In seinem Buch findet sich außerdem eine Übersicht über Forschungsarbeiten zur Schriftänderung unter besonderen Entstehungsbedingungen. Michel hatte ursprünglich bei dem Freiburger Professor Robert Heiß studiert, in dessen Umkreis sich die Graphometrie und eine erfahrungswissenschaftliche Schriftpsychologie entwickelt haben.
Lothar Michel hat sich zudem durch sein Engagement für die Entwicklung der GFS (Gesellschaft für Forensische Schriftuntersuchung e. V.), die Organisation von Tagungen an der Universität Mannheim und die Gründung der „Mannheimer Hefte für Schriftvergleichung“ verdient gemacht. Seine Mitarbeiter Conrad und Stier haben es ihm 1989 durch die Herausgabe der Festschrift „Grundlagen, Methoden und Ergebnisse der forensischen Schriftuntersuchung“ gedankt, die wichtige Arbeiten zur Schriftvergleichung und zu juristischen Aspekten von Geerds, Rieß, Kroon van der Kooij, Bleutge, Pfefferli, Tollkamp-Schierjott, Fackler, Kuckuck, Philipp, Baier, Bullinger-Baier, Conrad, Bekedorf, Hecker, Petra Halder-Sinn, Wildt und Hoffmann enthält.
Im Jahr 1983 erschien die „Theorie der Begutachtung“ von Kai Nissen, in der erstmals das mathematische Gerüst der Schriftbegutachtung beschrieben wurde. Das aus der Wahrscheinlichkeitstheorie stammende theoretische Modell (Satz von Bayes) ist für alle empirischen Fachgebiete anwendbar. Zu unterscheiden sind A-priori-Wahrscheinlichkeiten der Hypothesen der Fragestellung, Befunde, Befundwahrscheinlichkeiten bei gegebenen Hypothesen sowie die A-posteriori-Wahrscheinlichkeiten, die mit der gutachtlichen Schlussfolgerung gleichzusetzen sind. Als normatives Modell stellt es eine unmittelbare Handlungsanweisung für die Begutachtung und insbesondere für die Befundbewertung dar. Es findet in der Kriminaltechnik inzwischen allgemein Beachtung.
Der Diplom-Psychologe und vormalige Leitende Wissenschaftliche Direktor am Bundeskriminalamt Manfred Hecker veröffentlichte 1993 eine systematische Darstellung von Forschung, Begutachtung und Beweiswert der forensischen Handschriftenuntersuchung. Er gibt darin einen Überblick über die relevanten Themen und Diskussionen aus Forschung und Praxis. Hecker behandelt auch die Begriffe „Graphologie“, „Schriftpsychologie“ und „Schriftvergleichung“ sowohl bei den wissenschaftlichen Grundlagen als auch in Hinblick auf ihre praktische Relevanz. Insbesondere macht er darauf aufmerksam, dass eine praktische Arbeit von Graphologen als Schriftsachverständige ohne entsprechende zusätzliche Fachausbildung problematisch ist.
Angelika Seibt hat die schriftvergleichende Befunderhebung durch eine Unterscheidung von Allgemeinen und Besonderen Merkmalen bei den 8 graphischen Grunddimensionen sowie durch Skalen und Messtechniken weiter differenziert (1994, 2000, 2006). Eine Befundbewertung unter Hypothesen durch definierte Argumente, in denen sich Erfahrungsregeln ausdrücken, wurde 1999 vorgestellt. Sie hat vorgeschlagen, den Wahrscheinlichkeitsgrad als Ergebnis einer Untersuchung durch Hypothesenvergleich zu gewinnen, wobei es sinnvoll ist, diesen Wahrscheinlichkeitsgrad numerisch zu fassen (1999, 2005). Schließlich hat sie Qualitätsmerkmale forensischer Schriftgutachten zusammengestellt (2004a) und den Themenkreis „Schriftpsychologie“ und „Schriftvergleichung“ behandelt (2004b, 2006).

## Schriftpsychologie und Schriftvergleichung
In der Praxis werden die Begriffe „Graphologie“, „Schriftpsychologie“ und „Schriftvergleichung“ von Laien häufig verwechselt. Die 3 Begriffe lassen sich unterscheiden, es gibt aber neben den Unterschiedlichkeiten auch Überschneidungen.
Die praktische Arbeit eines Schriftsachverständigen unterscheidet sich von der praktischen Arbeit eines Graphologen. In der schriftpsychologischen Forschung gibt es zwar Berührungspunkte, die für beide Bereiche interessant sind. Eine klare Unterscheidung zwischen Schriftvergleichung und Graphologie ist aber notwendig. Die forensische Handschriftenvergleichung hat andere Ziele und andere Methoden als die Graphologie:
- Die Graphologie will aus dem Ausdruck der Handschrift Aspekte der Persönlichkeit des Schreibers erfassen. Dazu werden Handschriften gedeutet. Die Graphologie ist keine erfahrungswissenschaftlich fundierte Methode. Die Versuche einer schriftpsychologischen Validierung graphologischer Persönlichkeitsdiagnostik haben bisher zu unbefriedigenden Ergebnissen geführt.

- Aufgabe der forensischen Handschriftenvergleichung ist eine Urheberidentifizierung. Die forensische Handschriftenvergleichung ist eine Erfahrungswissenschaft. Es gibt hier keine Deutungen, sondern nur beobachtbare Befunde und ein Set von Bewertungsregeln, das erfahrungswissenschaftlich begründet sein muss.

Die oben genannten Validitätsprobleme der Graphologie sind für die forensische Handschriftenvergleichung irrelevant, da es in der Schriftvergleichung keine Deutungen und keine persönlichkeitspsychologischen Interpretationen gibt. In forensischen Schriftvergleichsgutachten werden keine Aussagen zur Persönlichkeit eines Schreibers getroffen.
Das forensische Schriftvergleichsgutachten eines Schriftsachverständigen ist ein Beweismittel vor Gericht. In einem solchen forensischen Schriftgutachten darf es keine Deutungen oder Spekulationen geben. Die Aussagen eines Schriftsachverständigen müssen sich aus den beobachtbaren Befundtatsachen herleiten lassen. Und die Befundbewertung von Schriftsachverständigen muss anhand von Erfahrungsregeln erfolgen. Für die Befundbewertung ist sozialwissenschaftliche Forschung und eine erfahrungswissenschaftliche Schriftpsychologie notwendig.
Der Begriff „Schriftpsychologie“ ist sowohl für die Graphologie als auch für die Schriftvergleichung relevant. Bereits 1984 hat sich Lothar Michel für eine Schriftpsychologie als Grundlagendisziplin ausgesprochen.
Unter „Schriftpsychologie“ soll eine erfahrungswissenschaftliche Methode der Handschriftenuntersuchung verstanden werden. Aufgabe einer solchen Schriftpsychologie ist die Erforschung der psychologischen, physiologischen, schreibtechnischen und sozialen Entstehungsbedingungen handschriftlicher Schreibleistungen mit empirischen Methoden.
Der Themenkreis und die Begriffe „Graphologie“, „Schriftpsychologie“ und „Schriftvergleichung“ sind im Kollegenkreis und in der Fachliteratur ausführlich diskutiert worden; sie werden u. a. in den Fachbüchern von Michel, Hecker und Seibt behandelt. Es dürfte sich ein Konsens dahingehend erzielen lassen, dass einerseits eine Abgrenzung zur Graphologie und andererseits eine Erforschung der Entstehungsbedingungen der Schreibhandlung und des Schreibverhaltens mit erfahrungswissenschaftlichen Methoden der Psychologie notwendig ist.

## Die internationale Situation
Im englischsprachigen Raum wird Schriftvergleichung als Questioned document examination bezeichnet. Wie auch die Veröffentlichungen bei Hecker 1993 zeigen, gehört eine Abgrenzung zur Graphologie zu den ersten und wichtigsten Statements, um die erfahrungswissenschaftliche Grundlage der Schriftvergleichung zu betonen. Im internationalen Raum fehlt der Begriff „Schriftpsychologie“. Die Verfahren der physikalisch-technischen Untersuchung sind international.

## Schriftvergleich in der Geschichtswissenschaft
Für den Historiker ist der „Schriftvergleich“ eine wichtige Methode der Urkundenkritik.